# Antoni Żychiewicz
Antoni Marian Piotr Żychiewicz vel Rudolf Hobler vel Piotr Płoński vel Piotr Uzdecki vel Edmund Zaleski pseud.: Listek, Przerwa, Puszczyk (ur. 17 stycznia 1919 we Lwowie, zm. 25 sierpnia 2005 w Soli-Kiczorze) – żołnierz Wojska Polskiego, oficer Polskich Sił Zbrojnych i Armii Krajowej, podporucznik artylerii, uczestnik kampanii wrześniowej, Powstania Warszawskiego, więzień obozu koncentracyjnego KL Sachsenhausen, cichociemny.  Znajomość języków: niemiecki, angielski. Zwykły Znak Spadochronowy nr 0123, Bojowy Znak Spadochronowy nr 1979.

## Życiorys
Od 1929 uczeń VIII Państwowego Gimnazjum im. Króla Kazimierza Wielkiego we Lwowie, zdał egzamin dojrzałości w 1937. Od września 1937 do czerwca 1938 słuchacz Szkoły Podchorążych Rezerwy Artylerii we Włodzimierzu Wołyńskim. Uczestniczył 2 października 1938 w zajęciu Zaolzia, z Korpusem Interwencyjnymgen. dyw. Władysława Bortnowskiego, w składzie 1 Pułku Artylerii Motorowej ze Stryja. Od 1938 podjął studia na Wydziale Elektrotechnicznym Politechniki Lwowskiej.
W sierpniu 1939 zmobilizowany do Ośrodka Zapasowego tego pułku, podczas kampanii wrześniowej brał udział w obronie Lwowa przed wojskami niemieckimi i radzieckimi. 18 września przekroczył granicę polsko-węgierską, do 1 listopada 1939 internowany na Węgrzech. Uciekł, przez Jugosławię i Włochy 10 listopada 1939 dotarł do Francji. Wstąpił do Polskich Sił Zbrojnych, początkowo uczestnik kursu oficerów rezerwy artylerii, następnie od stycznia do kwietnia 1940 instruktor w Centrum Wyszkolenia Artylerii w Camp de Coëtquidan, później przydzielony do 4 Pułku Artylerii Lekkiej. 
Po upadku Francji 22 czerwca 1940 ewakuowany do Wielkiej Brytanii, przydzielony do 10 Dywizjonu Artylerii Motorowej, od października w 1 Oddziale Rozpoznawczym  I Korpusu Polskiego, od lutego 1941 w 10 Pułku Artylerii Lekkiej. Od 7 sierpnia 1942 na stażu w oddziałach brytyjskich.
Zgłosił się do służby w kraju. Przeszkolony ze specjalnością w dywersji i broni pancernej na kursach specjalnych dla kandydatów na cichociemnych, m.in. na kursie dywersyjno - strzeleckim (STS 25, Inverlochy), podstaw wywiadu ( STS 31, Bealieu), spadochronowym (STS 51, Ringway), walki konspiracyjnej oraz odprawowym (STS 43, Audley End). Zaprzysiężony 29 listopada 1942 na rotę Armii Krajowej w Audley End przez szefa Oddziału VI (Specjalnego) Naczelnego Wodza. 1 grudnia 1942 awansowany na stopień podporucznika.
Skoczył ze spadochronem do okupowanej Polski w nocy 17/18 lutego 1943 w sezonie operacyjnym „Intonacja”, w operacji lotniczej „Wall”, na placówkę odbiorczą „Lis””, w okolicach miejscowości Cegłów i Zgiechów, 14 km na południowy wschód od Mińska Mazowieckiego. Razem z nim skoczyli: ppor. Antoni Iglewski ps. Ponar, ppor. Tadeusz Jaworski ps. Gont,  ppor. Władysław Wiśniewski ps. Wróbel. 
Po aklimatyzacji do realiów okupacyjnych w Warszawie dostał przydział do oddziału dywersyjnego mjra Jana Mielczarskiego „Sana” działającego w ramach Kedywu Obszaru Zachodniego AK. Uczestniczył w wielu akcjach dywersyjnych, m.in.:
- wysadzenie pociągu towarowego między Błoniem a Bożą Wolą (w nocy z 15 na 16 lutego 1944 roku),
- cięcie torów w pobliżu Łubna (w nocy z 8 na 9 marca),
- 3 akcje likwidacyjne.

W powstaniu warszawskim krótko uczestniczył w walkach, w pierwszej połowie sierpnia ujęty przez Niemców na Mokotowie i wywieziony do obozu koncentracyjnego Sachsenhausen. 
Po uwolnieniu, ciężko chory wrócił na początku 1945 do Polski. Rozpoczął pracę jako pomocnik w piekarni, początkowo poszukiwany, później prześladowany przez UB. Od 1946 studiował na Wydziale Elektromechanicznym, a od 1949 roku na Wydziale Łączności Politechniki Wrocławskiej. W grudniu 1950 roku uzyskał dyplom magistra inżyniera. Pracował jako wykładowca elektroakustyki, młodszy asystent, a później asystent na Politechnice Wrocławskiej. Od 1953 kierownik Laboratorium Badawczego Zakładu Budowy Naukowej Aparatury Elektronicznej, a od 1955 roku jako kierownik oddziałów produkcyjnych w Gliwicach i Katowicach Zjednoczonych Zespołów Gospodarczych „Inco”. W latach 1959–1961 był zatrudniony w Głównym Instytucie Górnictwa jako starszy asystent, a później adiunkt. Od 1961 konstruktor, później główny konstruktor w Hutniczym Przedsiębiorstwie Pomiarowym. W tymże roku zmienił pracę i zatrudnił się jako kierownik wydziału w Zakładzie Doświadczalnym Hutnictwa Żelaza i Stali Politechniki Śląskiej, a od 1971 roku jako pracownik kontroli jakości i później kierownik Zakładu Doświadczalnego Elektroniki i Mechaniki Precyzyjnej Politechniki Śląskiej. Odszedł na emeryturę 1 kwietnia 1979. Autor dwóch publikacji, uzyskał pięć świadectw patentowych.

## Awanse
- podporucznik – 1 grudnia 1942 roku.

## Ordery i odznaczenia
- Krzyż Srebrny Orderu Virtuti Militari.

## Życie rodzinne
Był synem Emila, wicedyrektora spółki Książnica-Atlas, i Marii z domu Wierzyckiej. Najmłodszy z trójki rodzeństwa, miał starszego brata Emila oraz siostrę Marię. W 1943 roku ożenił się Ireną Siwicką (1920–1970). Mieli dwójkę dzieci: Martę (ur. w 1947 roku) i Pawła (ur. w 1953 roku). W 1971 roku powtórnie ożenił się, z Hanną Żwiryk (ur. w 1940 roku).